# Теона Александрійський
Теона (Феона) Александрійський (грец. Πάπας Θεωνάς της Αλεξανδρείας) — 16-й папа і патріарх Александрійський, правив з 282 по 300 роки.

## Біографія
Теона був ученим, який побудував церкву в Александрії, Єгипет, присвячену імені Діви Марії, Богородиці. Цей храм є першим відомим кафедральним собором Александрійської церкви і знаходився у західній частині міста коло воріт Місця (зараз на цьому місці знаходиться католицький монастри св. Ріти).
До його часу вірні молилися і здійснювали богослужіння по домівках і в печерах, боячись невіруючих. Папа Теона впорався з ними мудро і м'яко, щоб досягти того, чого хотів. Він навернув багатьох з них у віру в Господа Христа і охрестив їх.
У перший рік свого папства він охрестив св. Петра Адександрійського, який змінив його на апостольському престолі св. Марка і був 17-м Папою. Говорили, що він висвятив Петра в читання у п'ять років, потім зробив його дияконом у дванадцять, потім у священики у шістнадцять.
За часів цього патріарха в Александрії з'явився чоловік на ім'я Савеллій, який навчав, що Отець, Син і Святий Дух — одна особа. Теона відлучив його від церкви, і він визнав недійсним свою єресь, переконливо доказавши.

## Рахунок Батлера
Агіограф Альбан Батлер (1710—1773) написав у своєму "Житіях отців, мучеників та інших головних святих " під 23 серпня:
Св. Теона, єпископ Олександрійський, сповідник

ВІН змінив святого Максима на цій патріаршій кафедрі в 282 році і обіймав її майже дев'ятнадцять років, будучи сам, при сяючому світлі своєї святості та вченості, найбільшою прикрасою цієї церкви в той час, коли вона в обох відношеннях була найбільш розквітною. Святий Пієрій був тоді священиком і катехетом у цій церкві, підтримував високу репутацію її школи, так що називався молодим Орігеном. Серед багатьох творів, які залишив Пієрій, до нас не дійшло нічого, крім кількох фрагментів. Фотій розповідає, що в книзі, яку він написав про Євангеліє від Луки, він довів, що неповага, яка виявлена до образів, повертається до того, що вони представляють. Сам святий Теона написав корисну інструкцію, як мають поводитися християни, які жили при імператорському дворі; вона була адресована Лукіану, першому камергеру імператора Діоклесіана. Святий Феона помер у 300 році, а його наступником став святий Петро. Святий Александр побудував у цьому місті церкву, присвячену Богу, під заступництвом святого Теона. Див. St. Jerom, Eusebius, Cave, Hist. Liter., p. 172. Ceillier, t. 3. Du Pin, Bibl. p. 156.